# Antillas Neerlandesas en los Juegos Olímpicos de Sídney 2000
Las Antillas Neerlandesas estuvieron representadas en los Juegos Olímpicos de Sídney 2000 por siete deportistas, seis hombres y una mujer, que compitieron en seis deportes.
El portador de la bandera en la ceremonia de apertura fue el regatista Cor van Aanholt. El equipo olímpico no obtuvo ninguna medalla en estos Juegos.